# Bartolomé de Las Casas
Bartolomé de Las Casas (Bartomeu Casaus, ur. 1484 w Sewilli, zm. 31 lipca 1566 koło Madrytu) – hiszpański duchowny katolicki, dominikanin, prawnik, kronikarz i obrońca Indian.

## Życiorys
Ukończył prawo na uniwersytecie w Salamance. Jego ojciec, Francisco Casaus lub Casas, towarzyszył Kolumbowi w jego drugiej wyprawie do Ameryki w 1493.
Bartolomé w 1502 wziął udział w wyprawie na Hispaniolę (Haiti), którą dowodził Nicolas de Ovando. W latach 1502–1513 uczestniczył w brutalnym podboju i kolonizacji Antyli, za co otrzymał ziemię i niewolników indiańskich w ramach systemu niewolniczego encomienda. W 1510 został wyświęcony na kapłana diecezjalnego.
Po ponad 10 latach od przybycia na Antyle doświadczył dramatycznej przemiany wewnętrznej i zaczął zwalczać system encomiendy. Od 1514 bezwzględnie krytykował politykę kolonialną. W 1516 r. został oficjalnie wyznaczony przez kardynała Francisca de Cisneros na funkcję rzecznika praw Indian. W 1522 wstąpił do zakonu dominikanów. Przebywał na Kubie, w Peru, Nikaragui, Wenezueli i w Meksyku; w latach 1543–1547 był biskupem Chiapas. Od 1547 przebywał w Hiszpanii.
Był rzecznikiem pokojowej chrystianizacji i obrońcą Indian. Bronił ich przed kontyngentami złota, morderstwami i pracą niewolniczą. Podejmował próby poprawy ich ciężkiej sytuacji przez organizowanie samodzielnych kolonii indiańskich w dzisiejszej Wenezueli. Wielokrotnie jeździł w obronie Indian do Hiszpanii. Mimo wielu przeciwników był inspiratorem wydania przez króla Hiszpanii Karola I (cesarza Karola V) „Nowych Praw” (Leyes Nuevas, promulgowanych w r. 1542), które zakazywały brania w niewolę i zmuszania Indian do pracy na plantacjach.
Działalność Las Casasa spotykała się z polemiką ze strony mu ówczesnych oraz nowożytnych historyków. W 1550 miała miejsce dyskusja pomiędzy Las Casasem i Juanem Ginés de Sepúlvedą o użyciu siły wobec Indian. Podczas gdy Sepúlveda postulował, iż Hiszpanie mają prawo do podboju ziem rdzennych plemion ze względu na ich niski poziom cywilizacyjny oraz barbarzyńskie praktyki, które były przeszkodą w ewangelizacji. Z tego względu Hiszpanie powinni sprawować pewną kontrolę nad procesem ucywilizowania Indian. Bartolomé de Las Casas był przeciwny stosowaniu jakiejkolwiek przemocy w procesie ewangelizacyjnym oraz przy próbach zapewnienia porządku i zagwarantowania bezpieczeństwa misjonarzom. Las Casas był przekonany, że każda wojna wypowiedziana Indianom była niesprawiedliwa. Uważał, że Indianie mogą dołączyć do grona chrześcijan wyłącznie dzięki pokojowym kontaktom z misjonarzami, a obecność uzbrojonych ludzi negatywnie wpływa na rdzennych mieszkańców. Takie podejście powodowało, że misjonarze musieli ratować się ucieczką albo ponosili śmierć z rąk Indian uzbrojonych w zatrute strzały. Ojciec Bartolomé nie podlegał żadnej cenzurze, królowie i ministrowie wysłuchiwali go cierpliwie, nakazywali formować zespoły, mające analizować jego krytykę i propozycje. Korona zobowiązywała przeciwników Las Casasa i jego idei do milczenia.
Naleganie Las Casasa na władze w celu zapewnienia bezwzględnej ochrony praw dla Indian miały również swoje negatywne konsekwencje. Właściciele hiszpańscy przestali uważać za stosowne zatrudnianie tubylców jako nadmiernie protegowanych, zaczęli interesować się propozycjami Holendrów, Anglików, Portugalczyków i Francuzów, którzy oferowali tanich niewolników z Afryki, łapanych tam przez muzułmańskich Arabów. Początkowo Las Casas uznał sprowadzanie osób czarnoskórych z Afryki za mniejsze zło, jego zdaniem byli bardziej odporni na ciężką pracę niż Indianie. Później tego żałował.
Bartolomé de Las Casas jest autorem dzieł z historii i etnografii Ameryki Południowej i Środkowej, m.in. Historia de las Indias (1561, wydana 1875-1876, tom 1-2), Apologética historia sumaria (1909). Jego najbardziej znanym dziełem jest Brevísima relación de la destrucción de las Indias (Krótki opis zniszczenia Indii [Zachodnich], Sevilla 1552), w której wstrząsająco opisuje nieprawdopodobne okrucieństwo i zbrodnie zdobywców Ameryki popełniane na Indianach. Wkrótce zostało przetłumaczone i wydane w wielu językach europejskich (polskie tłumaczenie Krystyny Niklewicz ukazało się w 1956 jako Krótka relacja o wyniszczeniu Indian, wznowione w 1988 przez wydawnictwo "W drodze").
Na jego cześć nadano nazwę gwatemalskiemu miastu Fray Bartolomé de las Casas.